# Sébastien Bruno
Sébastien Bruno (Nîmes, 26 agosto 1974) è un ex rugbista a 15 e allenatore di rugby a 15 francese, già tallonatore, dal 2018 tecnico della mischia della Francia.

## Biografia
Originario di Nîmes, Bruno ha militato dal 1997 al 2004 al Béziers, con l'eccezione di una stagione al Pau.
Flanker, esordì in Nazionale francese nel corso del Sei Nazioni 2002 contro il Galles; il suo incontro successivo fu quasi tre anni più tardi, alla fine del 2004 contro l'Australia; dopo di allora ha disputato tutti i tornei fino al 2007, riportando la vittoria in tutte le edizioni disputate tranne quella del 2005.
Ha preso parte anche alla Coppa del Mondo di rugby 2007 nella quale vanta due incontri, contro la Georgia nella fase a gironi e la finale per il terzo posto contro l'Argentina.
Dal 2004 al 2009 ha militato in Guinness Premiership nel Sale Sharks, con il quale ha vinto una European Challenge Cup nel 2005 e si è laureato campione inglese nel 2006.
Nel 2009, nel quadro di rinnovamento e rinforzo del Tolone, Bruno fu tra gli acquisti di rilievo del club insieme ad altri giocatori internazionali come Rory Lamont, Pierre Mignoni e Jonny Wilkinson.

## Palmarès
- Premiership: 1
Sale Sharks: 2005-06
- Challenge Cup: 1
Sale Sharks: 2004-05